# Entolasia whiteana
Entolasia whiteana är en gräsart som beskrevs av Charles Edward Hubbard. Entolasia whiteana ingår i släktet Entolasia och familjen gräs. Inga underarter finns listade i Catalogue of Life.